# Centrostachys conferta
Centrostachys conferta är en amarantväxtart som först beskrevs av Schinz, och fick sitt nu gällande namn av Paul Carpenter Standley. Centrostachys conferta ingår i släktet Centrostachys och familjen amarantväxter. Inga underarter finns listade i Catalogue of Life.